# Eden Games
Eden Games (do 2003 Eden Studios) – francuski producent gier komputerowych. W maju 2002 firma została wykupiona przez przedsiębiorstwo Infogrames Group. Firma stworzyła takie gry jak: Need for Speed: Porsche 2000, Alone in the Dark, Test Drive Unlimited, Test Drive Unlimited 2 i V-Rally. Firma jest spółką całkowicie zależną od Atari SA.

## Gry wyprodukowane przez Eden Games
| Data wydania | Nazwa                                   | Platforma                                                        |
| ------------ | --------------------------------------- | ---------------------------------------------------------------- |
| 1997         | V-Rally                                 | PlayStation                                                      |
| 1999         | V-Rally 2                               | Dreamcast, PlayStation                                           |
| 2003         | V-Rally 3                               | Windows, PlayStation, Dreamcast                                  |
| 2003         | Kya: Dark Lineage                       | Windows, PlayStation 2                                           |
| 2007         | Test Drive Unlimited                    | PlayStation 2, Xbox 360, Windows                                 |
| 2008         | Alone in the Dark                       | PlayStation 3, Xbox 360, Windows                                 |
| 2011         | Test Drive Unlimited 2                  | PlayStation 3, Xbox 360, Windows                                 |
| 2016         | Gear.Club                               | iOS, Android                                                     |
| 2017         | Gear.Club Unlimited                     | Nintendo Switch                                                  |
| 2018         | Gear.Club Unlimited 2                   | Nintendo Switch                                                  |
| 2018         | F1 Mobile Racing                        | iOS, Android                                                     |
| 2019         | Gear.Club Unlimited 2: Porsche Edition  | Nintendo Switch                                                  |
| 2021         | Gear.Club Unlimited 2: Ultimate Edition | PlayStation 4, Xbox One, PlayStation 5, Xbox Series X/S, Windows |
| 2022         | Smerfy: Kart                            | Nintendo Switch                                                  |

Źródło: Gry-Online.